# Филиппович, Анастасия Юрьевна
Анастасия Юрьевна Филиппович (род. 15 июля 1993) — российская самбистка и дзюдоистка, бронзовый призёр чемпионатов России по самбо 2015-2017 и 2020-2022 годов, 2-кратная обладательница Кубка России по самбо, бронзовый призёр чемпионата мира по самбо 2020 года, обладательница Кубка мира по самбо 2016 года, мастер спорта России международного класса по самбо, мастер спорта России по дзюдо. Выпускница Смоленского государственного университета спорта.

## Спортивные результаты
- Чемпионат России по самбо 2015 — ;
- Чемпионат России по самбо 2016 — ;
- Кубок мира по самбо 2016 — ;
- Чемпионат России по самбо 2017 — ;
- Чемпионат России по самбо 2020 — ;
- Чемпионат России по самбо 2021 — ;
- Чемпионат России по самбо 2022 — ;
- Кубок России по самбо 2023 — ;